# IQ and Global Inequality
IQ and Global Inequality (IQ och global ojämlikhet) är en kontroversiell bok från 2006 om samband mellan nationers medel-IQ och välstånd. Boken är författad av Richard Lynn och Tatu Vanhanen. Richard Lynn är professor emeritus i psykologi vid University of Ulster, Nordirland, och styrelseledamot av den rasbiologiska forskningsstiftelsen Pioneer Fund. Tatu Vanhanen är professor emeritus i statskunskap vid Tammerfors universitet i Finland, och har blivit utredd för hets mot folkgrupp när han citerade sin forskning, en utredning som dock lades ned.
 
Boken IQ and Global Inequality är en metastudie där författarna sammanställer och analyserar IQ-tester genomförda i olika länder. Författarna påvisar ett starkt samband mellan ett lands genomsnittliga IQ och dess välstånd (inkomst per capita, livslängd, arbetslöshet, demokratisering och läskunnighet), och drar slutsatsen att skillnaderna mellan länders välstånd beror på skillnader i medel-IQ. De hävdar även den starkt ifrågasatta åsikten att folkgruppers IQ i sin tur i hög grad skulle vara effekt av ärftliga faktorer, snarare än att medel-IQ främst skulle vara en effekt av ekonomiskt välstånd.
Boken tillkom i syfte att bemöta kritiken mot brister i deras tidigare bok IQ and the Wealth of Nations från 2002, och är baserad på fler IQ-mätningar och innefattar fler länder, men kommer fram till liknande värde på korrelationen mellan IQ och välstånd. Liknande kritik framförs emellertid mot den nya boken, främst gällande att i båda böckerna presenteras avsevärt lägre medel-IQ i subsahariska Afrika (mellan 60 och 77, och 68 i genomsnitt för hela regionen) än vissa andra litteraturstudier (exempelvis Wicherts, et al, som uppskattar regionens medel-IQ till 82). Kritikerna menar att studien bygger på ett bristfälligt urval av gamla studier, och IQ har ökat sedan dess, i synnerhet i Afrika, på grund av Flynneffekten. Lynn författade ytterligare en uppföljare, The Global Bell Curve: Race, IQ, and Inequality Worldwide, i juni 2008. Där vederlades den tidigare kritiken genom utökade tester med huvudsakligen samma resultat som tidigare samt anges medel-IQ i subsahariska Afrika till mellan 67 och 83. 

## Statistik

Nationella medel-IQ-beräkningar enligt Lynn och Vanhanen 2002.

Boken är baserad på fyra gånger så mycket data från undersökningar av IQ som i deras tidigare bok. Data fanns för 113 nationer jämfört med 81 i den tidigare boken. För de övriga 79 uppskattades IQ från grannländernas. Författarna försvarar de tidigare beräkningarna med att beräkningar av korrelation visade sig stämma mycket väl med nya data i den senare boken, vilket talar emot systematiskt fel. De jämförde även IQ-undersökningar för de länder där flera fanns tillgängliga (71 länder) och fann ett mycket stark samband. Samma resultat framkom när IQ och nationella resultat för skolelever på test av matematik och naturvetenskap jämfördes.

### Korrelation mellan medel-IQ och välstånds- och orättvisemått
| 11 | 15 | 20 | 30 | 40 | 50 | 60 | 70 | 80 | 85 | 89 | N/A |

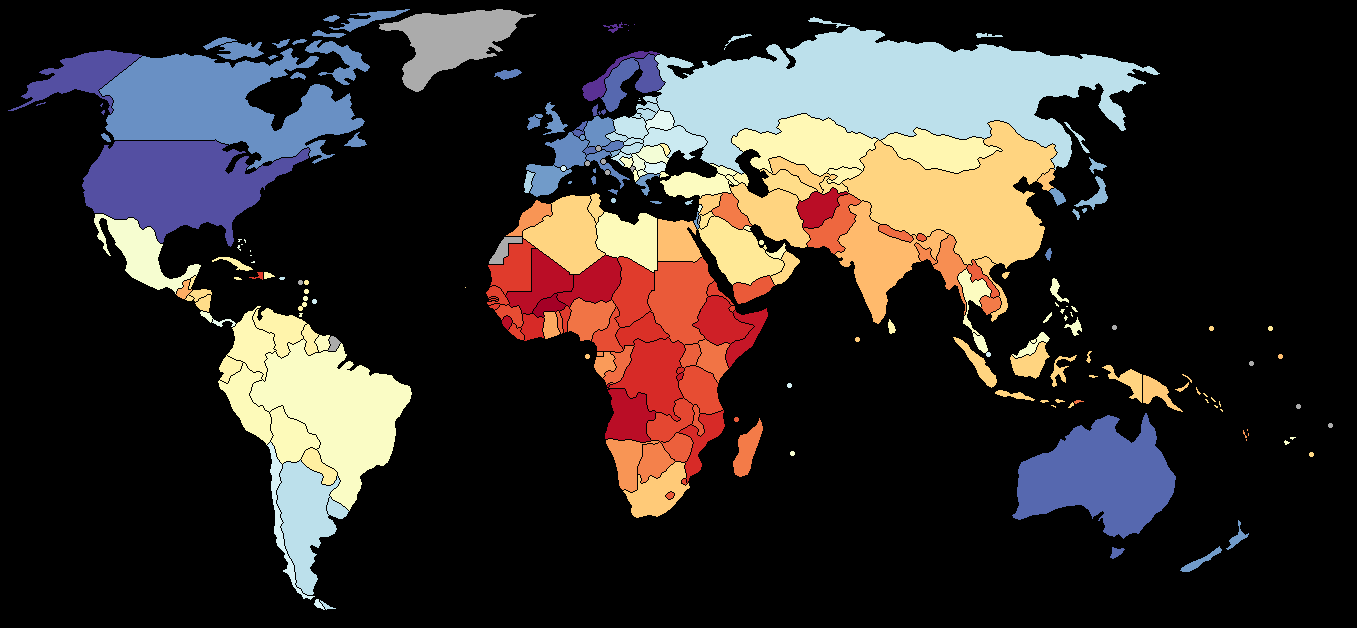
Richard Lynn och Tatu Vanhanens QHC index från 2006.
11
15
20
30
40
50
60
70
80
85
89
N/A

Enligt boken var högre IQ signifikant korrelerat med Human condition index (HCI), som är ett sammanvägt mått på högre köpkraft-BNI per capita, högre läskunnighet, längre utbildning, längre livslängd och mer demokratisering. Vidare är IQ korrelerat med bättre Human Development Index, bättre Gender-related Development Index, mer ekonomisk tillväxt, mindre ekonomisk ojämlikhet, lägre andel av befolkningen med inkomst mindre än 2 dollar, mindre undernäring, mindre spädbarns- och förlossningsdödlighet, och mindre korruption.

## Bemötande och kritik
Studiens beräkningar har fått stöd av vissa forskare, men har också kritiserats av andra för att överdriva sambandet genom att förlita sig på små och slumpartade undersökningar och för att ignorera data som inte stödde slutsatserna. Som exempel nämner kritiker att studien anger Nigerias medel-IQ till 69 baserat på tre gamla och osystematiska tester (Fahrmeier, 1975, Ferron, 1965; Wober, 1969), men inte nämner tre relevanta nyare studier som visade på betydligt högre IQ (Maqsud, 1980a, b; Nenty & Dinero, 1981; Okunrotifa, 1976), sannolikt nära 80. Forskare har kritiserat resultaten för Subsahariska Afrika generellt, vilket de i en självständig sammanfattning av IQ-undersökningar uppskattar till 82. Richard Lynn and Gerhard Meisenberg har i gensvar kritiserat flera av dessa undersökningar som icke representativa undersökningar av elitgrupper och att mer representativa undersökningar ger ett resultat på 68, vilket väl överensstämmer med boken.
Även om medel-IQ på 82 i sub-sahara är klart lägre än 100, ser kritikerna det inte som förvånande med tanke på Flynneffekten, dvs att IQ ökar för varje generation över hela världen, exempelvis med 7 IQ-punkter per decennium i Holland, en utveckling som har avtagit på senare år i Västvärlden, men sannolikt fortgår i Afrika. Vidare pekar man på vanliga psykometriska problem i samband med användning av västerländska IQ-tester inom andra kulturer och bland icke läskunniga. För övrigt har Lynn själv i sin tidigare forskning föreslagit att Flynneffekten skulle bero på förbättrad näringsintag bland ungdomar över hela världen. 
Förutom vetenskaplig kritik har författarna även kritiserats politiskt. Tatu Vanhanen, som är far till Finlands statsminister Matti Vanhanen, var 2002-2004 under polisutredning för hets mot folkgrupp efter att ha citerat sin forskning i en intervju. Utredningen lades dock ned. Richard Lynn sitter i styrelsen för Pioneer Fund, en organisation som har anklagats för vetenskaplig rasism, och i den Pioneer-stödda tidskriften Mankind Quarterly, vilken har kallats för "a white supremacist journal" (tidskrift som verkar för vit överlägsenhet).

### Uppmärksamhet
Studiens resultat och slutsater har kommenterats och använts av andra forskare. Högre nationell IQ är associerat med högre demokratisering och "rule of law and political liberty" vilket är en effekt oberoende av BNP/capita. Lägre nationell IQ är associerat med högre våldsbrottslighet  Högre nationell IQ är associerat med mer ateism  Högre nationell IQ är associerat med fler patent per invånare. Lägre nationell IQ är associerat med ökad spridning av HIV vilket är en mycket starkare association än BNP och modernisering. Både högre nationell IQ och BNP/capita är oberoende associerat med lägre nativitet.

## Nationella IQ och QHC-värden

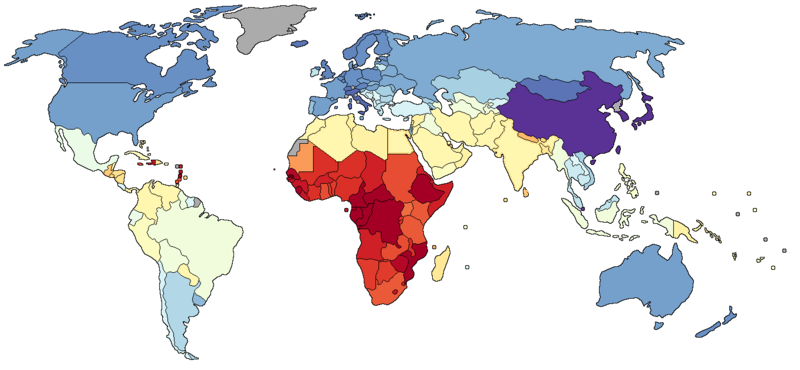
Beräknat och uppskattat riksgenomsnittligt IQ enligt IQ and Global Inequality 2006.

| Country/Region | IQ (2002) | IQ (2006) | PPP-GNI per capita 2002 | QHC  |
| --- | --------- | --------- | ----------------------- | ---- |
| Hongkong | 107       | 108       | 27,490                  | 60.8 |
| Singapore | 103       | 108       | 23,730                  | 60.7 |
| Nordkorea | 105*      | 106*      | 1,000                   | 38   |
| Sydkorea | 106       | 106       | 16,960                  | 75.4 |
| Japan | 105       | 105       | 27,380                  | 71.4 |
| Kina | 100       | 105       | 4,520                   | 39.7 |
| Taiwan | 104       | 105       | 23,400                  | 79.4 |
| Italien | 102       | 102       | 26,170                  | 78.9 |
| Island | 98*       | 101       | 29,240                  | 80   |
| Mongoliet | 98*       | 101*      | 1,710                   | 48.1 |
| Schweiz | 101       | 101       | 31,840                  | 82.2 |
| Österrike | 102       | 100       | 28,910                  | 80.7 |
| Luxemburg | 101*      | 100*      | 53,230                  | 76.4 |
| Nederländerna | 102       | 100       | 28,350                  | 82.8 |
| Storbritannien | 100       | 100       | 26,580                  | 76.7 |
| Norge | 98        | 100       | 36,690                  | 89   |
| Tyskland | 102       | 99        | 26,980                  | 78   |
| Belgien | 100       | 99        | 28,130                  | 84.1 |
| Kanada | 97        | 99        | 28,930                  | 77.8 |
| Estland | 97*       | 99        | 11,630                  | 64.5 |
| Finland | 107       | 99        | 26,160                  | 85.1 |
| Nya Zeeland | 100       | 99        | 20,550                  | 76.2 |
| Polen | 99        | 99        | 10,450                  | 62.7 |
| Sverige | 100       | 99        | 25,820                  | 82.9 |
| Andorra | N/A       | 98*       | 19,000                  | 58.7 |
| Australien | 98        | 98        | 27,440                  | 82.8 |
| Tjeckien | 97        | 98        | 14,920                  | 64.5 |
| Danmark | 98        | 98        | 30,600                  | 85.4 |
| Frankrike | 98        | 98        | 27,040                  | 78.1 |
| Ungern | 99        | 98        | 13,070                  | 64.1 |
| Spanien | 97        | 98        | 21,910                  | 75.8 |
| USA | 98        | 98        | 36,120                  | 86.6 |
| Vitryssland | 96*       | 97*       | 5,500                   | 57.2 |
| Malta | 95*       | 97        | 17,710                  | 66.4 |
| Ryssland | 96        | 97        | 8,080                   | 64.5 |
| Ukraina | 96*       | 97*       | 4,800                   | 61.8 |
| Moldavien | 95*       | 96*       | 1,600                   | 46.2 |
| Slovakien | 96        | 96        | 12,590                  | 63.2 |
| Uruguay | 96        | 96        | 7,710                   | 64   |
| Israel | 94        | 95        | 19,000                  | 75.3 |
| Portugal | 95        | 95        | 17,820                  | 67   |
| Armenien | 93*       | 94*       | 3,230                   | 50.2 |
| Georgien | 93*       | 94*       | 2,270                   | 51.2 |
| Kazakstan | 93*       | 94*       | 5,630                   | 49   |
| Rumänien | 94        | 94        | 6,490                   | 53   |
| Vietnam | 96*       | 94        | 2,300                   | 39.5 |
| Argentina | 96        | 93        | 10,190                  | 64.7 |
| Bulgarien | 93        | 93        | 7,030                   | 59.1 |
| Grekland | 92        | 92        | 18,770                  | 76.1 |
| Malaysia | 92        | 92        | 29,570                  | 78.5 |
| Irland | 93        | 92        | 8,500                   | 52.1 |
| Brunei | 92*       | 91*       | 19,210                  | 50.8 |
| Kambodja | 89*       | 91*       | 1,970                   | 28.6 |
| Cypern | 92*       | 91*       | 18,650                  | 67.6 |
| Litauen | 97*       | 91        | 10,190                  | 65.4 |
| Makedonien | 93*       | 91*       | 6,420                   | 54.4 |
| Thailand | 91        | 91        | 6,890                   | 50.3 |
| Albanien | 90*       | 90*       | 4,960                   | 51.2 |
| Bermuda | N/A       | 90        | 36,000                  | 75.8 |
| Bosnien och Hercegovina | N/A       | 90*       | 5,800                   | 51.4 |
| Chile | 93*       | 90        | 9,420                   | 59.5 |
| Kroatien | 90        | 90        | 10,000                  | 61.7 |
| Kirgizistan | 87*       | 90*       | 1,560                   | 48.1 |
| Turkiet | 90        | 90        | 6,300                   | 50.2 |
| Mexico | 87        | 90        | 12,500                  | 52.9 |
| Cooköarna | N/A       | 89        | 5,000                   | 45.7 |
| Costa Rica | 91*       | 89*       | 8,650                   | 53.7 |
| Laos | 89*       | 89        | 1,660                   | 24.9 |
| Mauritius | 81*       | 89        | 10,820                  | 52.2 |
| Surinam | 89        | 89        | 6,590                   | 50.6 |
| Ecuador | 80        | 88        | 3,340                   | 47.4 |
| Samoa | 87        | 88        | 5,570                   | 49.7 |
| Azerbajdzjan | 87*       | 87*       | 3,010                   | 47.2 |
| Bolivia | 85*       | 87        | 2,390                   | 49.7 |
| Brasilien | 87        | 87        | 7,450                   | 51.1 |
| Östtimor | N/A       | 87*       | 3,940                   | 46.7 |
| Guyana | 84*       | 87*       | 3,070                   | 40.2 |
| Indonesien | 89        | 87        | 1,600                   | 28.1 |
| Irak | 87        | 87        | 1,027                   | 30.7 |
| Burma | 86*       | 87*       | 930                     | 42.4 |
| Tadzjikistan | 87*       | 87*       | 1,640                   | 27.5 |
| Turkmenistan | 87*       | 87*       | 4,780                   | 41.7 |
| Uzbekistan | 87*       | 87*       | 1,640                   | 39.4 |
| Kuwait | 83*       | 86        | 17,780                  | 49.9 |
| Filippinerna | 86        | 86        | 4,450                   | 51.6 |
| Seychellerna | 81*       | 86*       | 18,232                  | 60.6 |
| Tonga | 87        | 86        | 6,820                   | 40.5 |
| Kuba | 85        | 85        | 5,259                   | 46.2 |
| Fiji | 84        | 85        | 5,330                   | 51.9 |
| Kiribati | 84*       | 85*       | 800                     | 37.1 |
| Nya Kaledonien | N/A       | 85        | 21,960                  | 54.9 |
| Peru | 90        | 85        | 4,880                   | 49.2 |
| Trinidad och Tobago | 80*       | 85*       | 9,000                   | 52   |
| Jemen | 83*       | 85        | 800                     | 24.5 |
| Afghanistan | 83*       | 84*       | 700                     | 13.2 |
| Belize | 83*       | 84*       | 15,960                  | 56.1 |
| Colombia | 88        | 84        | 5,490                   | 44.2 |
| Iran | 84        | 84        | 6,690                   | 40.2 |
| Jordanien | 87*       | 84        | 4,180                   | 43.4 |
| Marshallöarna | 84        | 84        | 1,600                   | 44.2 |
| Marocko | 85        | 84        | 2,000                   | 39.9 |
| Pakistan | 81*       | 84        | 3,730                   | 31.7 |
| Panama | 84*       | 84*       | 1,960                   | 26.2 |
| Paraguay | 85*       | 84        | 6,060                   | 56.6 |
| Puerto Rico | 84        | 84        | 4,590                   | 45.2 |
| Saudiarabien | 83*       | 84*       | 15,800                  | 63.6 |
| Salomonöarna | 84*       | 84*       | 12,660                  | 44.1 |
| Bahamas | 78*       | 84*       | 1,590                   | 41.5 |
| Förenade Arabemiraten | 83*       | 84*       | 24,030                  | 48.8 |
| Vanuatu | 84*       | 84*       | 2,850                   | 31.4 |
| Venezuela | 88*       | 84        | 5,220                   | 47.4 |
| Algeriet | 84*       | 83*       | 5,530                   | 39.9 |
| Bahrain | 83*       | 83*       | 16,190                  | 49.3 |
| Libyen | 84*       | 83*       | 7,570                   | 49.3 |
| Oman | 83*       | 83*       | 13,000                  | 40.6 |
| Papua Nya Guinea | 84*       | 83        | 2,180                   | 38.4 |
| Syrien | 87*       | 83        | 5,348                   | 38.9 |
| Tunisien | 84*       | 83*       | 6,440                   | 40.6 |
| Bangladesh | 81*       | 82*       | 1,720                   | 29.8 |
| Dominikanska Republiken | 84*       | 82        | 6,270                   | 46.8 |
| Indien | 81        | 82        | 2,650                   | 36.3 |
| Libanon | 86        | 82        | 4,600                   | 55.8 |
| Madagaskar | 79*       | 82        | 730                     | 28.6 |
| Egypten | 83        | 81        | 3,810                   | 37.3 |
| Honduras | 84*       | 81        | 2,540                   | 41.9 |
| Maldiverna | 81*       | 81*       | 4,798                   | 38.5 |
| Nicaragua | 84*       | 81*       | 2,350                   | 41.3 |
| Barbados | 78        | 80        | 14,660                  | 60.9 |
| Bhutan | 78*       | 80*       | 1,969                   | 24.1 |
| El Salvador | 84*       | 80*       | 4,790                   | 42.6 |
| Guatemala | 79        | 79        | 4,040                   | 34.6 |
| Sri Lanka | 81*       | 79        | 3,510                   | 47.7 |
| Nepal | 78        | 78        | 1,370                   | 26.9 |
| Qatar | 78        | 78        | 19,844                  | 45.6 |
| Komorerna | 79*       | 77*       | 1,640                   | 24.6 |
| Kap Verde | 78*       | 76*       | 4,920                   | 40.5 |
| Mauritius | 73*       | 76*       | 1,790                   | 20.5 |
| Uganda | 73        | 73        | 1,360                   | 25.4 |
| Kenya | 72        | 72        | 1,010                   | 27.3 |
| Sydafrika | 72        | 72        | 9,810                   | 38.3 |
| Tanzania | 72        | 72        | 580                     | 23.2 |
| Ghana | 71        | 71        | 2,080                   | 33.7 |
| Grenada | 75*       | 71*       | 6,600                   | 45.3 |
| Jamaica | 72        | 71        | 3,680                   | 46.5 |
| Saint Vincent och Grenadinerna | 75*       | 71        | 5,190                   | 48.4 |
| Sudan | 72        | 71        | 1,740                   | 24.6 |
| Zambia | 77        | 71        | 800                     | 21.8 |
| Antigua och Barbuda | 75*       | 70*       | 10,390                  | 53.2 |
| Benin | 69*       | 70*       | 1,060                   | 20.5 |
| Botswana | 72*       | 70*       | 7,740                   | 29.4 |
| Namibia | 72*       | 70*       | 6,880                   | 31.1 |
| Rwanda | 70*       | 70*       | 1,260                   | 18.5 |
| Togo | 69*       | 70*       | 1,450                   | 26   |
| Burundi | 70*       | 69*       | 630                     | 15.2 |
| Elfenbenskusten | 71*       | 69*       | 1,450                   | 18.1 |
| Malawi | 71*       | 69*       | 570                     | 24.3 |
| Mali | 68*       | 69*       | 840                     | 13.4 |
| Niger | 67*       | 69*       | 800                     | 13.5 |
| Nigeria | 67        | 69        | 800                     | 27.3 |
| Angola | 69*       | 68*       | 1,840                   | 13.7 |
| Burkina Faso | 66*       | 68*       | 1,090                   | 10.7 |
| Tchad | 72*       | 68*       | 1,010                   | 20.4 |
| Djibouti | 68*       | 68*       | 2,040                   | 22   |
| Eritrea | 63        | 85        | 1,040                   | 21.4 |
| Swaziland | 72*       | 68*       | 4,730                   | 22.2 |
| Dominica | 75*       | 67        | 4,960                   | 48.8 |
| Guinea | 63        | 67        | 2,060                   | 22.5 |
| Guinea-Bissau | 63*       | 67*       | 680                     | 20.3 |
| Haiti | 72*       | 67*       | 1,610                   | 20.4 |
| Lesotho | 72*       | 67*       | 2,970                   | 24.3 |
| Liberia | 64*       | 67*       | 1,000                   | 21.2 |
| Saint Kitts och Nevis | 75*       | 67*       | 10,750                  | 45.5 |
| São Tomé och Príncipe | 59*       | 67*       | 1,317                   | 37.9 |
| Senegal | 64*       | 66*       | 1,660                   | 20.7 |
| Gambia | 64*       | 66*       | 1,540                   | 21.3 |
| Zimbabwe | 66        | 66        | 2,180                   | 25.2 |
| Kongo-Kinshasa | 73        | 65        | 630                     | 17.9 |
| Kamerun | 70*       | 64        | 1,910                   | 23.1 |
| Centralafrikanska republiken | 68*       | 64        | 1,170                   | 19.1 |
| Kongo-Brazzaville | 65        | 64        | 700                     | 26.9 |
| Etiopien | 63        | 64        | 780                     | 16.7 |
| Gabon | 66*       | 64*       | 5,530                   | 32.2 |
| Moçambique | 72*       | 64        | 990                     | 18   |
| Sierra Leone | 64        | 64        | 500                     | 13.8 |
| Saint Lucia | 75*       | 62        | 4,950                   | 51.1 |
| Ekvatorialguinea | 59        | 59        | 9,100                   | 30.4 |
| "*" Denotes uppskattade nationella IQ PPP-GNI = purchasing power parity gross national income. QHC = is a composite index called quality of human conditions. |           |           |                         |      |